# MLS Dispersal Draft 2014
MLS Dispersal Draft 2014 byl draft pořádaný Major League Soccer, ve kterém si týmy mohly vybrat hráče zanikajícího týmu CD Chivas USA. Draft se netýkal hráčů, kteří v Chivas působili na hostování, celkem se tak draftu zúčastnilo 23 hráčů, pouhých 7 jich ale bylo vybráno, zbytek se stal v rámci MLS volnými hráči. Obě kola draftu proběhla 19. listopadu 2014.

## Soupiska
| Číslo |             | Pozice | Hráč               |
| ----- | ----------- | ------ | ------------------ |
| 1     | USA         | B      | Dan Kennedy        |
| 2     | USA         | O      | Bobby Burling      |
| 3     | USA         | O      | Carlos Bocanegra   |
| 4     | Nový Zéland | O      | Tony Lochhead      |
| 5     | Argentina   | Z      | Martín Rivero      |
| 6     | USA         | Z      | Matt Dunn          |
| 7     | Anglie      | Z      | Nigel Reo-Coker    |
| 8     | Argentina   | Z      | Agustín Pelletieri |
| 12    | USA         | Z      | Marky Delgado      |
| 13    | USA         | O      | Michael Nwiloh     |
| 14    | Japonsko    | O      | Akira Kadži        |
| 15    | USA         | Z      | Eric Avila         |

| Číslo |          | Pozice | Hráč                 |
| ----- | -------- | ------ | -------------------- |
| 16    | USA      | O      | Andrew Jean-Baptiste |
| 17    | USA      | Z      | Thomas McNamara      |
| 18    | Honduras | Z      | Marvin Chávez        |
| 19    | USA      | Ú      | Ryan Finley          |
| 21    | USA      | Ú      | Kris Tyrpak          |
| 23    | USA      | B      | Tim Spangenberg      |
| 24    | USA      | Z      | Nathan Sturgis       |
| 25    | USA      | O      | Donny Toia           |
| 29    | USA      | Ú      | Caleb Calvert        |
| 30    | Ekvádor  | Z      | Oswaldo Minda        |
| 34    | Kolumbie | O      | Jhon Hurtado         |

## Výběr

### 1. kolo
| #  | Draftující tým         | Hráč            | Pozice   |
| -- | ---------------------- | --------------- | -------- |
| 1  | FC Dallas              | Dan Kennedy     | brankář  |
| 2  | New York City FC       | Matt Dunn       | záložník |
| 3  | Sporting Kansas City   | vynecháno       |          |
| 4  | D.C. United            | Thomas McNamara | záložník |
| 5  | New England Revolution | vynecháno       |          |
| 6  | Montreal Impact        | Donny Toia      | obránce  |
| 7  | Orlando City SC        | vynecháno       |          |
| 8  | Colorado Rapids        | Caleb Calvert   | útočník  |
| 9  | San Jose Earthquakes   | Kris Tyrpak     | útočník  |
| 10 | Real Salt Lake         | vynecháno       |          |
| 11 | Houston Dynamo         | vynecháno       |          |
| 12 | Portland Timbers       | vynecháno       |          |
| 13 | Chicago Fire           | vynecháno       |          |
| 14 | Toronto FC             | Marky Delgado   | záložník |
| 15 | Columbus Crew SC       | vynecháno       |          |
| 16 | Los Angeles Galaxy     | vynecháno       |          |
| 17 | Philadelphia Union     | vynecháno       |          |
| 18 | New York Red Bulls     | vynecháno       |          |
| 19 | Seattle Sounders FC    | vynecháno       |          |
| 20 | Vancouver Whitecaps FC | vynecháno       |          |

### 2. kolo
| # | Draftující tým       | Hráč      | Pozice |
| - | -------------------- | --------- | ------ |
| 1 | FC Dallas            | vynecháno |        |
| 2 | New York City FC     | vynecháno |        |
| 3 | D.C. United          | vynecháno |        |
| 4 | Montreal Impact      | vynecháno |        |
| 5 | Colorado Rapids      | vynecháno |        |
| 6 | San Jose Earthquakes | vynecháno |        |
| 7 | Toronto FC           | vynecháno |        |